# Україна у боротьбі
«Україна у боротьбі»  — український комікс художника  Леоніда Перфецького виданий в 1953 році у США. Перевиданий в 2007 році в Україні в рамках проекту "Наша спадщина". 23 лютого святкується День українського коміксу.

## Історія
Колишній сотник Армії УНР, художник-графік  Леонід Перфецький створив комікс «Україна у боротьбі». Вперше цей комікс побачив світ у 1953 році в щоденній газеті «Америка» (Філадельфія,  США). На початку 1970-x років видавництво «Америка» дозволила передрукувати цю серію малюнків у журналі «Крилаті» що видається Світовою Управою Спілки Української Молоді (СУМ). Через 25 років, після останнього видання, управління у справах сім'ї, молоді та спорту  Тернопільської обласної державної адміністрації спільно із журналом Крилаті вперше за роки незалежності здійснює перевидання „України у боротьбі". Видання 2007 року присвячено 100-літтю з дня народження Командира УПА  Романа Шухевича та 65-й річниці з дня створення УПА.

## Сюжет
Війна! Німецькі літаки кидають бомби! Позбулися польського, а тут наступає московський окупант! Містом марширує більшовицька сотня. Через деякий час ув'язнили священика, вчителя, студентів і робітників. У школі новий вчитель агітує дітей розповідати що їхні батьки думають про колгосп та про нову владу. У червні 1941 року коли вже росіяни втікали перед наступом німців, то стріляли в'язнів через отвір у дверях камер. Коли німецькі війська прогнали більшовиків, українці йшли до в'язниць, щоб відшукати тіла своїх рідних. А по селах німці зганяли селян і вимагали від них зерна, худобу і всяке добро. Нацисти ловили українську молодь і висилали її до Німеччини як невільників на тяжкі роботи. Але багато з цієї молоді втікали по дорозі, незважаючи на те, що поїзди швидко їхали і втеча загрожувала життю. У селі хлопців призначили до підпільної праці. Члени ОУН радили селянам ховати своє добро від німців, а українським юнакам йти в ліс до повстанців. Через це гестапівські старшини наказували розстрілювати цілі родини й палити села, щоб залякати українських борців. Гітлерівці хотіли зробити Україну своєю колонією, але українські націоналісти сміялися їм просто в очі.
У Києві німці розстріляли поетесу Олену Телігу та Миколу Лемика, який вбив московського консула у Львові. На Волині й Поліссі німці винищували всіх українців: чоловіків, жінок і дітей, а також спалювали цілі села. Тому українські повстанці закликали селян йти до лав Української Повстанської Армії. І молодь йшла до своєї армії і щиро молилася Богу, щоб дозволив їй перемогти ворога. А потім вони несподівано нападали на німців чи москалів і карали їх за знущання над українським народом. Боролися вояки УПА і проти різних банд партизанів, яких Москва посилала на українські землі. Відділи УПА визволяли з німецьких в'язниць українських політичних в'язнів, яких німці тримали як заручників. У лісах Волині і в Карпатах відбувалися військові вишколи українських повстанців, які зголошувалися до рядів УПА. До сіл приїжджали повстанські зв'язкові й оголошували населенню повідомлення Головного Командування УПА. На Волині, загинув від куль УПА німецький шеф Лютце разом зі своєю охороною. Інші повстанці готували в лісах запаси зброї, харчів, одностроїв і робили припаси для своїх друзів. Гинули від повстанців німецькі й московські карні відділи, що до нитки обдирали українських селян. Митрополит Андрей Шептицький перший запротестував проти переслідування німцями євреїв і інших. У штабі московських військ радилися, як знищити українців, і вирішили висилати своїх провокаторів-агентів. Ті провокатори вбивали німців і підкидали документи, що це нібито зробили українці. За це німці розстрілювали невинних людей. Чатові УПА ловили московських провокаторів і карали їх за злочини над невинним українським народом.
Коли ж німці почали відступати перед більшовиками, тисячі українців також рятувалися перед ворогом. За ними йшли дикі московські орди червоноармійців, які несли з собою руїну, страх і смерть. Невеликі відділи УПА робили засідки на московських душогубів і знищували їх, обороняючи свій народ. У районі міста Ковель вони важко поранили московського генерала Ватутіна, який згодом помер. Відтак НКВД почало нищити українську церкву й силою забирало священиків на "собор" до Львова. Від священиків вимагали відректися католицької віри й визнати московську. Непокірних священиків і всіх єпископів НКВД вивезло на Сибір до таборів важкої праці. Вісімнадцять років у такому таборі карався Блаженніший Верховний Архиєпископ Йосиф Сліпий. Відпочиваючи в лісових хащах, воїни бачили в своїх снах славні бої українських військ з різних епох. І знову їхні дні проходили у вояцьких маршах і боротьбі з ворогами України в обороні її землі й народу. Зненацька захоплені ворогом, українські повстанці боролися, створивши чотирикутник, і перемагали в боях. Бо з ними був святий Архистратиг Михаїл, найвищий Командир усіх небесних сил, під покровом якого є всі хоробрі. З Його допомогою і з ласки Пречистої Діви Марії українське військо здобуде волю і незалежність Україні.